# Пожарское сельское поселение (Крым)
Пожарское се́льское поселе́ние (укр. Пожарське сільське поселення, крымскотат. Пожарское кой юрту, Булгъанакъ кой юрту}}) — муниципальное образование в составе Симферопольского района Республики Крым России.

## География
Поселение расположено на юго-западе района, в средней части долины реки Западный Булганак. Граничит на юге с Бахчисарайским районом, с запада, по часовой стрелке, с Кольчугинским, Новосёловским, Перовским и Чистенским сельскими поселениями.
Площадь поселения 63,46 км².
Основная транспортная магистраль: автодорога 35К-011 Симферополь — Николаевка (по украинской классификации — автодорога Т-01-06).

## Население
| 2001  | 2014  | 2015  | 2016  | 2017  | 2018  | 2019  |
| ----- | ----- | ----- | ----- | ----- | ----- | ----- |
| 4515  | ↘3924 | ↗3937 | ↗4016 | ↗4071 | ↗4108 | ↗4121 |
| 2020  | 2021  |       |       |       |       |       |
| ↘4071 | ↗4116 |       |       |       |       |       |

## Состав
В состав поселения входят 4 села: 
| № | Населённый пункт | Тип населённого пункта | Население на 2014 год |
| - | ---------------- | ---------------------- | --------------------- |
| 1 | Пожарское        | село, центр            | ↘1426                 |
| 2 | Водное           | село                   | ↘875                  |
| 3 | Демьяновка       | село                   | ↘382                  |
| 4 | Лекарственное    | село                   | ↘1241                 |

## История
В 1930-е годы  был создан Кояшский сельсовет (на 1940 год уже существовал), который 21 августа 1945 года был переименован в Водновский сельсовет. В 1977 году центр совета перенесли из Водного в Пожарское и переименовали территорию в Пожарский сельский совет. С 12 февраля 1991 года сельсовет в восстановленной Крымской АССР, 26 февраля 1992 года переименованной в Автономную Республику Крым. С 21 марта 2014 года в составе Крыма аннексировано Россией. Законом «Об установлении границ муниципальных образований и статусе муниципальных образований в Республике Крым» от 4 июня 2014 года территория административной единицы была объявлена муниципальным образованием со статусом сельского поселения.